# Храм Николая Чудотворца (Царёво)
Храм Николая Чудотворца — православный храм в селе Царёво Пушкинского городского округа Московской области. Входит в состав Королёвского благочиния Сергиево-Посадской епархии Русской православной церкви.

## История
Из ранней истории храма
До 1811 года на месте существующего здания стояла деревянная Никольская церковь. Первое упоминание о ней в исторических документах относится к 1575 году. Церковь стояла «на каменном деле» (то есть фундамент у неё был каменным), в ней были приделы святой мученицы Параскевы и мученика Елизария. Следующее упоминание относится к 1623 году: деревянная шатровая церковь стояла тогда «без пения», то есть богослужения в ней не совершались.
Девятнадцатый век
В начале XIX в. селом Царёво и прилежащими землями владел известный московский барин Николай Алексеевич Дурасов. Дурасов, одолеваемый благочестивым стремлением построить храм в честь своего небесного покровителя и в память о своей матери, Агриппине Ивановне Дурасовой (дочери богатого уральского промышленника И. С. Мясникова), владевшей селом Царёво с 1774 года, решает возвести здесь величественный каменный храм.
Барский дом в усадьбе Дурасова был построен в 1801 году по проекту известного московского архитектора Ивана Васильевича Еготова (ученика В. И. Баженова и М. Ф. Казакова). Именно ему Дурасов поручает проект нового храма.
В декабре 1811 года строительство нового каменного храма во имя святителя Николая, на месте деревянного, благословляет епископ Дмитровский Августин (Виноградский), подписав благословенную грамоту. Деревянную церковь аккуратно разбирают, и на её месте, с наступлением 1812 года, начинается строительство нового каменного храма. Каменный храм святителя Николая Чудотворца в селе Царёво был возведён в стиле «русской готики».
Летом 1812 года начинается Отечественная война. Работы на строительстве храма остановлены. Победа в Отечественной войне впоследствии найдёт косвенное отражение в росписях храма.
Строительство храма возобновляется в 1813 году. К 1815 году здание храма обретает очертания, сохранившиеся до нашего времени. Размеры храма и в наше время представляются немалыми: высота большого шпиля с крестом составляет 55 метров, а внутри, высота купола от пола до верхней точки свода — 33 метра.
В 1814—1815 годах скульптор Гавриил Тихонович Замараев выполняет скульптурный барельеф на фризе храма.
Завершив строительство Никольского храма, Н. А. Дурасов умирает в 1818 году. Всю жизнь он прожил холостяком и не имел прямых потомков. Село Царёво переходит во владение племянницы Н. А. Дурасова — А. Ф. Закревской и её мужа — А. А. Закревского, видного государственного и военного деятеля России девятнадцатого века.
В последующие десятилетия продолжается украшение Никольского храма. А. А. Закревский заказывает внутреннюю роспись. Также роспись храма осуществлялась и на средства владельцев Царёвской ситцевой фабрики, процветавшей в середине девятнадцатого века.
К 1863 году в храме сооружается новый иконостас, однако время не сохранит имён благотворителей. В 1885 году кровля храма получит повреждения и будет отремонтирована.
В 1893 году в храме устраивается Ильинский придел. Антиминс в алтаре нового придела подписан в 1898 году.
С конца девятнадцатого века в Царёве действует церковно-приходская школа.
Двадцатый век
Никольский храм, который оставался действующим до 1940 года. Храм выжил, но средств на содержание и ремонт здания практически не было. Не обошлось без потерь: здание церковно-приходской школы с 1918 года было занято сельсоветом, и школа прекратила существование; бесследно утрачены колокола (кроме двух) на звоннице.
В 1940 году решением местных органов власти храм был закрыт. Однако после начала Великой Отечественной войны, в 1941 году, был снова открыт для богослужений.
За полтора столетия внутренние росписи храма потемнели от копоти и сажи, разрушались от влаги и перепадов температуры, штукатурка отваливалась. Плиты пола местами проваливались.
Накопившиеся за семь десятилетий советской власти проблемы с ремонтом храма стало возможным решить только в середине восьмидесятых годов прошлого века. Настоятелю протоиерею Николаю Глебову удалось получить от властей разрешение и средства на ремонт храма: новым железом перекрыты крыша и купол, храм частично промыт изнутри и покрашен снаружи, укреплена лепнина на стенах, отремонтированы окна в световом барабане и алтаре. Было организовано паровое отопление.
В 1994 году при храме открывается воскресная школа для взрослых и детей. Сперва занятия проводились в церковной сторожке, затем — на втором этаже здания храма, в помещении архива. Здание церковно-приходской школы, занятое новой сельской администрацией с 1918 года, было разобрано в 1988 году из-за ветхости.
В 1999 году произошло тесное знакомство настоятеля Николая Глебова и духовенства церкви с семьёй Кошелевых — Полюдовых, жителей села Царёво и не в одном поколении прихожан Никольского храма. Елена Петровна Полюдова (урождённая Кошелева) и Михаил Васильевич Полюдов, становятся ктиторами храма. На их средства в июне 1999 года начинается возведение здания воскресной школы на месте бывшей церковноприходской школы. К декабрю 1999 года здание школы было построено и начались отделочные работы, а с сентября 2000 года занятия воскресной школы проходят в новом трёхэтажном здании.
Возле здания церкви и воскресной школы М. В. Полюдовым сооружён глубинный колодец с надкладезной часовней для нужд храма и школы.
Двадцать первый век
Церковь во имя святителя Николая Чудотворца в селе Царёво — ровесник Отечественной войны 1812 года, свидетель всенародного подвига мужества, героизма, верности Отечеству и православной вере.
В XXI веке храм обрёл ктиторов, и начались работы по воссозданию святыни. С 2004 по 2021 годы был выполнен громадный объём ремонтно-реставрационных работ. В 2022 году храм отмечает юбилей — 210 лет со дня основания церкви. На пороге двухсотлетнего юбилея, благодаря новым ктиторам, Никольский храм ждало большое обновление:
В 2004 году попечением М. В. Полюдова началась реставрация и украшение внутреннего убранства Никольского храма. Был позолочен иконостас и отреставрированы иконы главного (Никольского) придела, а в 2007 году изготовлена и установлена ограда на солее.
В 2008—2010 годах позолочены напольные киоты и отреставрированы иконы в них.
В мае 2010 года началась реставрация фасада храма. Купол, шпили и крыша перекрыты медью. Позолочены кресты. Отреставрированы белокаменные карнизы и скульптурный фриз. Отремонтированы ступени боковых входов.
К Пасхе 2010 года на церковную звонницу подняты девять новых колоколов, отлитых на тутаевском заводе на средства ктиторов храма — семьи Полюдовых и прихожан церкви. Всего на звоннице находится одиннадцать колоколов, два из которых чудом уцелели от советского времени. Самый большой колокол весит 1300 килограммов, а самый маленький — 12 килограммов.
В 2012 году, юбилейном для Никольского храма, реставрационные работы продолжались восстановлением уникальной росписи в главном Никольском алтаре. Параллельно с работами в алтаре был отреставрирован заалтарный образ святителя Николая Чудотворца и восстановлена гранитная паперть храма.
В день памяти святителя Николая, 19 декабря 2012 года, Никольский храм села Царёво Ивантеевского благочиния отмечал свой 200-летний юбилей. Праздничную Литургию в Никольском храме в этот день, по благословению митрополита Ювеналия, совершил архиепископ Можайский Григорий в сослужении благочинного Ивантеевского церковного округа протоиерея Иоанна Монаршека, благочинного Пушкинского округа протоиерея Иоанна Монаршека (младшего) и клириков Никольского храма.
2013 год начался с реставрации «местного» ряда икон в иконостасе Никольского придела на средства ктиторов храма — семьи Полюдовых.
Весной 2013 года в храме начались самые масштабные за всю его двухвековую историю ремонтно-реставрационные работы включающие: промывку стен от копоти, сажи и восстановление внутренней росписи в главном Никольском приделе (на куполе, световом барабане, нижних ярусах), восстановление оконных откосов и белокаменных декоративных столбов в оконных проёмах, замена оконных переплётов в световом барабане. Несмотря на то, что оконные переплёты изготовлены по современным технологиям и из новых материалов, они полностью повторяют и воспроизводят исторический вид храма. Сложность и масштабность работ по реставрации внутренних росписей заключается в высоте купола, составляющей 33 метра, и общей площади росписей — около 1500 квадратных метров. Более года продолжался самый сложный и масштабный этап реставрации и ремонта храма.
В 2016 году исполнилось 200 лет с момента великого освящения Царёво-Никольского храма. Это событие обозначится в истории Храма завершением колоссального объёма ремонтно-реставрационных работ.
К празднику Светлого Христова Воскресения 2015 года был завершён труд художников-реставраторов по восстановлению всех тридцати шести икон в иконостасе Никольского придела Храма.
В течение года, с апреля 2015 года, продолжался завершающий этап ремонтно-реставрационных работ в Ильинском приделе, приделе мученицы Агриппины, в алтарях приделов и притворе Храма. Полностью восстановлена роспись на сводах и нижних ярусах, отреставрированы иконостасы и иконы в них. В апреле 2016 года все работы были завершены.
Несмотря на завершившиеся реставрационные работы в церкви, её благоукрашение продолжается по настоящее время. Благодаря жертвенной заботе благотворителей церкви семьи Полюдовых художники-иконописцы продолжают реставрацию старинных икон, исторических предметов интерьера храма. В 2019 на финском заводе были изготовлены и установлены новые оконные конструкции взамен старых уже изрядно обветшалых. Внутри и снаружи храм стал таким же, как и был два века назад.

## Современное состояние
В церкви сохранились подлинные иконостасы, иконы и киоты, внутреннее убранство и настенные росписи XIX века. Высота купола составляет 33 метра, общая площадь росписей — около 1500 квадратных метров.
В 2020 г. телеканал «Москва Доверие» АО «Москва Медиа» был снят фильм о Никольском храме с. Царево.
Обиходные названия: Никольская церковь, Николаевская церковь, Николы церковь, Николы Угодника церковь, Николая Мирликийского церковь, Свято-Никольская церковь, Святоникольская церковь.

## Галерея
- Никольский храм с. Царево сер. XX в.
- Церковь Николая Чудотворца (Никольская церковь) в Царёво, Пушкинского района, Московской области
- Никольский храм с. Царево
- Фрагмент фриза - Тайная вечеря
- Фрагменты фриза
- Фрагменты фриза
- Фрагменты фриза
- Фрагменты фриза
- Никольский придел церкви
- Здание церковно-приходской школы
- Благотворитель храма М. В. Полюдов. Строительство надкладезной часовни.
- Водружение новых колоколов
- Ремонтно-реставрационные работы
- Реставрация фасада храма
- Архиепископ Можайский Григорий вручает орден Русской Православной Церкви благотворителям Михаилу Васильевичу и Елене Петровне Полюдовым